# Gymnanthenea laevis
Gymnanthenea laevis is een zeester uit de familie Oreasteridae.
De wetenschappelijke naam van de soort werd in 1938 gepubliceerd door Hubert Lyman Clark.